# Manilla (Indiana)
Manilla – jednostka osadnicza w Stanach Zjednoczonych, w stanie Indiana, w hrabstwie Rush.